# Вікіпедія мовою мінангкабау
Вікіпедія мовою мінангкабау — розділ Вікіпедії мовою мінангкабау. Заснована 7 лютого 2013 року.
Вікіпедія мовою мінангкабау станом на 28 березня 2025 року містить 228 300 статей, 20 819 зареєстрованих користувачів, 67 активних дописувачів, 5 адміністраторів
. Загальна кількість сторінок в Вікіпедії мовою мінангкабау — 472 739, редагувань — 3 162 399, завантажених файлів — 180
. Глибина (рівень розвитку мовного розділу) Вікіпедії мовою мінангкабау дуже мала і становить лише 7.7 пунктів
. 

## Кількість статей
- створення — 07.02.2013
- 100 000 — 07.09.2013
- 200 000 — 10.09.2013